# Primăria Manasia
Primăria din Manasia este un monument istoric situat în satul Manasia, județul Ialomița. Este situată în Str. 4 nr. 222. Clădirea a fost construită în anul 1934. Figurează pe noua listă a monumentelor istorice sub codul LMI: IL-II-m-B-14145.